# 芝浦工業大学
芝浦工業大学（しばうらこうぎょうだいがく、英語: Shibaura Institute of Technology）は、日本の私立大学。略称は芝浦工大（しばうらこうだい）。
東京都江東区に本部を置き、学校法人芝浦工業大学によって運営されている。

## 概観

### 大学全体
古くは1927年（昭和2年）、有元史郎が東京大森に創設した東京高等工商学校（後の東京高等工学校）を前身に、現在の芝浦工業大学が創立されたのは1949年（昭和24年）の学制改革の時である。現在は工学部、システム理工学部、デザイン工学部、建築学部がある。2023年の実志願者数は14,059人で日本の私立大学の中で第21位である。

### 建学の理念
「社会に学び、社会に貢献する技術者の育成」および「現代文化の諸相を教材として活用し、社会的活動の意義を体得する教育」の理念に基づく実学教育を行っている

## 沿革

### 略歴
1927年（昭和2年）5月、東京大森に各種学校・東京高等工商学校として創立、同年9月に芝浦校舎を開校(大森校舎は1933年閉鎖)。1929年（昭和4年）、学内での内紛により教員・学生の離脱が起き、離脱派が武蔵高等工科学校（武蔵工業大学を経て、現・東京都市大学）を設立したことから、東京高等工商学校の残留派は、校名を東京高等工学校へ改称した。太平洋戦争中の1943年には、芝浦高等工学校に校名を改める。そして1944年（昭和19年）に専門学校の設置認可が降り、芝浦高等工学校を廃止し芝浦工業専門学校を設置する。大戦後間もなく大学設置を目指し、1949年（昭和24年）の学制改革の際、新制大学・芝浦工業大学を設置するとともに、芝浦工業専門学校を廃止し、現在に至る。

### 年表
- 1927年（昭和2年）- 有元史郎 が東京府荏原郡大森町（現・大田区）に東京高等工商学校を創立、間もなく芝区(現在の港区)に芝浦校舎を開校。
- 1929年（昭和4年）- 学内での内紛により教員・学生の離脱が起き、離脱派は武蔵高等工科学校（現・東京都市大学）を設立。残留派は商業学科を廃止し、東京高等工学校と改称[3]。
- 1930年（昭和5年）- 東京高等工学校附属普通部を設置。
- 1943年（昭和18年） - 芝浦高等工学校へ改称。
- 1944年（昭和19年） - 芝浦高等工学校を改編し芝浦工業専門学校を設置。
- 1948年（昭和23年） - 芝浦高等学校（新制）を設置。
- 1949年（昭和24年） - 芝浦工業大学を設置し、工学部機械工学科、土木工学科を開設。
- 1950年（昭和25年） - 工学部に電気工学科を開設。芝浦工業短期大学を設置し、機械科、電気科を開設。
- 1953年（昭和28年） - 学校法人鉄道育英会を吸収合併、東京育英高等学校（定時制）の経営を継承。
- 1954年（昭和29年） - 工学部に建築学科、工業化学科を開設。芝浦高等学校を芝浦工業大学工業高等学校、東京育英高等学校を芝浦工業大学高等学校と校名変更。工業研究所を設置。
- 1956年（昭和31年） - 工学部二部（5年制）を設置し、機械工学科、電気工学科を開設。
- 1959年（昭和34年） - 工学部一部に金属工学科、電子工学科を開設。
- 1962年（昭和37年） - 学校法人芝浦学園を学校法人芝浦工業大学へ改称。
- 1963年（昭和38年） - 大学院工学研究科修士課程を設置し、電気工学専攻、金属工学専攻、工業化学専攻を開設。
- 1965年（昭和40年） - 工学部一部に機械工学第二学科、通信工学科、建築工学科、工業経営学科を開設。
- 1966年（昭和41年） - 埼玉県大宮市（現在のさいたま市見沼区）に大宮キャンパス開校。
- 1968年（昭和43年） - 大学紛争発生（ - 1971年）
- 1969年（昭和44年） - 大宮キャンパスで内ゲバが発生[4]。日本の内ゲバで死者（1人）が出る初めてのケースとなった。
- 1970年（昭和45年） - 工業研究所を工学研究所へ改称。
- 1975年（昭和50年） - 芝浦工業大学工業高等学校を芝浦工業大学付属第一高等学校（普通科）へ改称。
- 1976年（昭和51年） - 大学院工学研究科修士課程に機械工学専攻、建設工学専攻を設置。
- 1980年（昭和55年） - 千葉県柏市に芝浦工業大学柏高等学校を設置。
- 1982年（昭和57年） - 東京都板橋区に芝浦工業大学高等学校を移転し、芝浦工業大学中学校を設置。
- 1983年（昭和58年）- 芝浦工業短期大学廃止。
- 1984年（昭和59年） - 芝浦工業大学付属第一高等学校廃止。
- 1987年（昭和62年） - 教育・研究センター発足。
- 1991年（平成3年） - システム工学部を設置。電子情報システム学科、機械制御システム学科、環境システム学科を開設。「ニュートンの林檎の木」を植樹。
- 1995年（平成7年） - 大学院工学研究科に博士（後期）課程を設置し、地域環境システム専攻、機能制御システム専攻を開設。工学部二部に電気設備学科を開設。
- 1996年（平成8年） - 金属工学科を材料工学科に、金属工学専攻を材料工学専攻へ改称。
- 1997年（平成9年） - 先端工学研究機構を設置。工学研究所、工学・教育センター廃止。創立70周年。会津高原高杖セミナーハウス開設。
- 1998年（平成10年）- 芝浦工業大学中学高等学校猪苗代教育センター開設。
- 1999年（平成11年）- 芝浦工業大学柏中学校を設置。
- 2001年（平成13年）- 工業化学科を応用化学科に、工業経営学科を情報工学科に、工業化学専攻を応用化学専攻へ改称。
- 2003年（平成15年）- 専門職大学院工学マネジメント研究科専門職学位課程を設置し、工学マネジメント専攻を開設。工学部二部機械工学科、工学部二部電気工学科の募集停止。工学部一部を工学部に名称変更。
- 2004年（平成16年）- 電気工学専攻を電気電子情報工学専攻に名称変更。工学部二部電気設備学科の募集停止。
- 2006年（平成18年）- 東京都江東区に豊洲キャンパスを開設、学校法人本部と工学部全学科の3年次以上が移転。
- 2007年（平成19年）- 創立80周年。有元記念留学支援基金設立。
- 2008年（平成20年）- システム工学部に生命科学科を開設。SIT総合研究所を設置。
- 2009年（平成21年）- 旧芝浦キャンパス跡地に芝浦キャンパスを開校。芝浦キャンパスにデザイン工学部を設置し、デザイン工学科を開設。工学部機械工学第二学科を機械機能工学科に名称変更。システム工学部をシステム理工学部に名称変更。システム理工学部に生命科学科と数理科学科を開設。
- 2011年（平成23年）- 大学院工学研究科を大学院理工学研究科に名称変更。大学院理工学研究科修士課程にシステム理工学専攻を開設。
- 2017年（平成29年）- 工学部建築学科・建築工学科、デザイン工学部デザイン工学科（建築・空間デザイン領域）の2学科1領域を統合再編し建築学部を設置し、建築学科を開設。大学院理工学研究科修士課程に国際理工学専攻を開設。芝浦工業大学中学高等学校を芝浦工業大学附属中学高等学校へ改称、江東区へ移転。授業時間が1コマ90分から1コマ100分となる。
- 2018年（平成30年）- 通信工学科を情報通信工学科へ改称。
- 2019年（平成31年）- 大学院工学マネジメント研究科専門職学位課程（工学マネジメント専攻）を廃止。
- 2020年（令和2年）- 工学部に先進国際課程を設置。
- 2021年（令和3年）- 理工学研究科に社会基盤学専攻、建築学専攻を設置。
- 2022年（令和4年）- 芝浦キャンパスを廃止、豊洲キャンパスに機能を移転[5]。
- 2024年（令和6年）- 工学部9学科を改組、5課程9コース制に変更。

## 基礎データ

### 所在地
- 豊洲キャンパス（東京都江東区豊洲3-7-5）
- 大宮キャンパス（埼玉県さいたま市見沼区深作307）

### 象徴

#### 校歌
北原白秋作詞、山田耕筰作曲。有元史郎が北原白秋に作詞を依頼し、1941年（昭和16年）に完成した。北原白秋が作詞したのは東京高等工学校のもので、現在は学校名を変えて歌われている。

## 教育および研究

### 組織

#### 学部
- 工学部
  - 機械工学課程
    - 基幹機械コース
    - 先進機械コース

  - 物質化学課程
    - 環境・物質工学コース
    - 化学・生命工学コース

  - 電気電子工学課程
    - 電気・ロボット工学コース
    - 先端電子工学コース

  - 情報・通信工学課程
    - 情報通信コース
    - 情報工学コース

  - 土木工学課程
    - 都市・環境コース

  - 先進国際課程
- システム理工学部
  - 電子情報システム学科
  - 機械制御システム学科
  - 環境システム学科
  - 生命科学科
  - 数理科学科
- デザイン工学部
  - デザイン工学科
- 建築学部
  - 建築学科

#### 研究科
- 大学院理工学研究科（修士課程）
  - 電気電子情報工学専攻
  - 材料工学専攻
  - 応用化学専攻
  - 機械工学専攻
  - 建設工学専攻
  - システム理工学専攻
  - 国際理工学専攻
- 大学院理工学研究科（博士課程）
  - 地域環境システム専攻
  - 機能制御システム専攻
- 大学院工学マネジメント研究科（専門職学位課程）-（2019年3月廃止）
  - 工学マネジメント専攻-(2019年3月廃止）

#### 附属機関
- 研究機関
  - SIT総合研究所
    - ライフサポートテクノロジー研究センター
    - 環境微生物生態工学国際交流センター
    - ポータブル強磁場マグネットセンター
    - フレキシブル実装工学研究センター
    - レアメタルバイオリサーチセンター
    - 建築ストック研究センター
    - パワーエレクトロニクス研究センター
    - ソフトウェア開発技術教育研究センター
    - 脳科学ライフテクノロジー寄附研究センター
    - グリーンイノベーション研究センター
- 学術情報センター
- 教育イノベーション推進センター
- 図書館
  - 豊洲キャンパス図書館
  - 大宮キャンパス図書館

## 学生生活
学生上部団体の「工学部学生会」(通称：学生会)と「システム理工学部学生自治会」(通称：シス自)が2017年度より統合され、全学部生が加入する「芝浦工業大学学生自治会」が発足した。また、文化系サークル連合として「芝浦工業大学文化会」、体育会サークル連合として「芝浦工業大学体育会」がある。

### 部活動・クラブ活動・サークル活動
芝浦工業大学には、部活動、クラブ活動、サークル活動が存在する。

### 学園祭
学園祭は11月に豊洲キャンパスで開催される「芝浦祭」と、5月に大宮キャンパスで開催される「大宮祭」がある。

### サークル
- ロボットサークルが多く存在し、大会参加をメインとした「文化会S.R.D.C.」や、主に小学生を対象としたイベントを行う「文化会ロボット遊交部からくり」などがある。
- 体育会芝浦工業大学FormulaRacingは、2007年に行われたFormulaSAE WESTでアジアの大学では初の海外大会入賞となる第9位になった[6]。日本大会である全日本学生フォーミュラ大会に参戦している。
- 文化会Team Birdman Trialは、2人乗り人力飛行機で鳥人間コンテスト選手権大会に挑戦している[7]。2008年に行われた第32回大会では3,044.00メートルを飛行し、第2位の記録を残した[8]。
- 芝浦工業大学硬式野球部は東都大学野球連盟に加盟している。

## 大学関係者と組織

### 大学関係者組織
- 芝浦工業大学の事業法人として、株式会社エスアイテックが存在する。
- 芝浦工業大学の同窓会は、芝浦工業大学校友会と称する。
- 芝浦工業大学には、芝浦工業大学後援会と称する保護者組織がある。
- 芝浦工業大学の教職員組合は存在する。

## 施設

### キャンパス

#### 大宮キャンパス

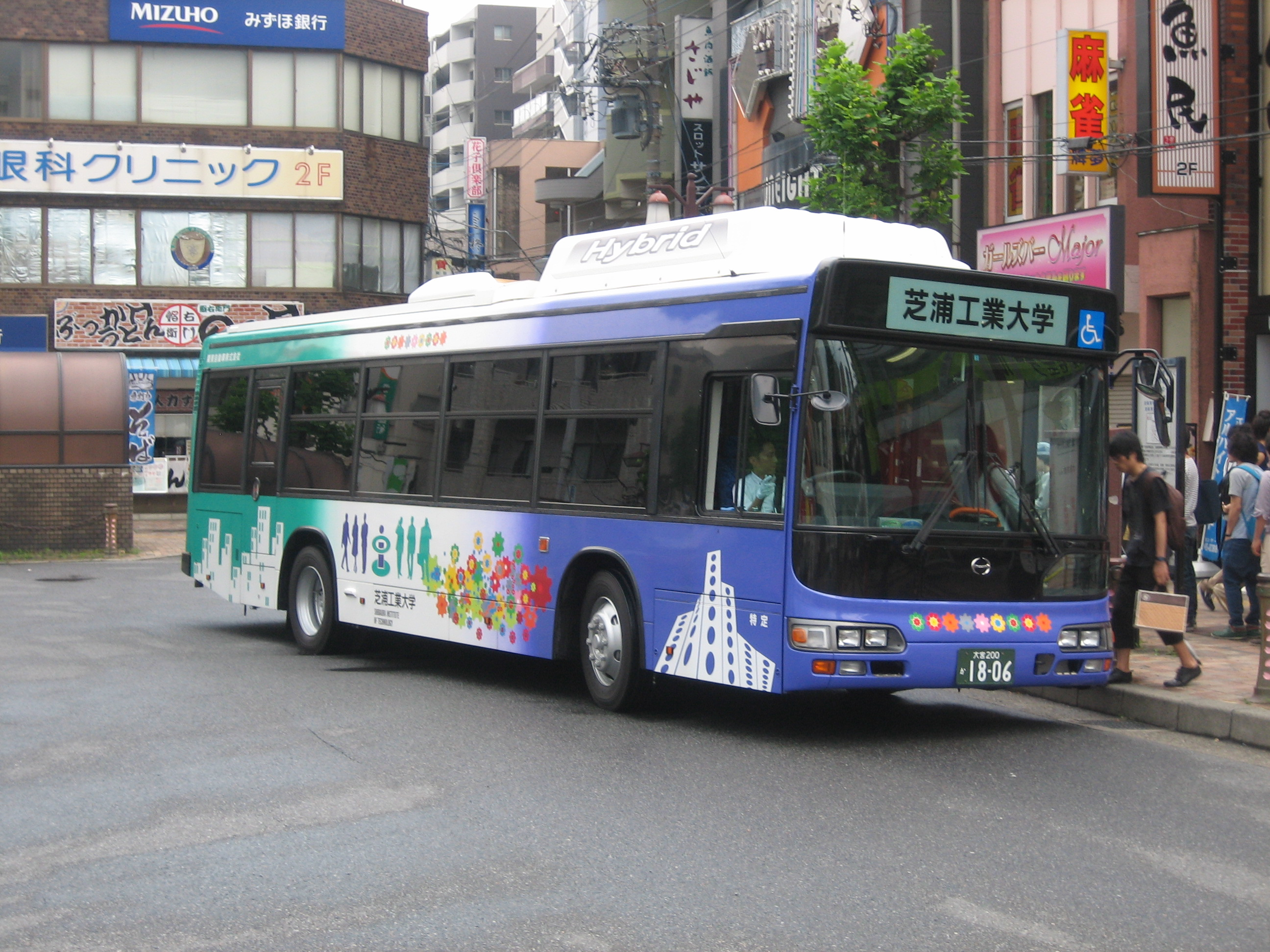
関東自動車が運行する芝浦工大のスクールバス

- 使用学部：工学部（1・2年次）、システム理工学部（全学年）、デザイン工学部（1,2年次）
- 使用研究科：大学院理工学研究科
- 使用附属施設：SIT総合研究所
- 敷地面積：170,239㎡
- 交通アクセス：東大宮駅徒歩20分、七里駅徒歩30分

建築学部以外の1年次生、2年次生が就学する。敷地の4割ほどが雑木林である。敷地内には、日本人学生と留学生が生活を共にする、「SITグローバルコモンズ（国際学生寮）」がある。

#### 豊洲キャンパス
- 使用学部：工学部（3・4年次）、建築学部（全学年）、デザイン工学部（3・4年次）
- 使用研究科：大学院理工学研究科
- 使用附属施設：SIT総合研究所
- 敷地面積：30,000㎡
- 交通アクセス：豊洲駅、越中島駅

2006年に開設されたキャンパス。3万平方メートルの敷地面積がある。研究棟、教室棟、交流棟の3つの建物があり、渡り廊下で結ばれている。

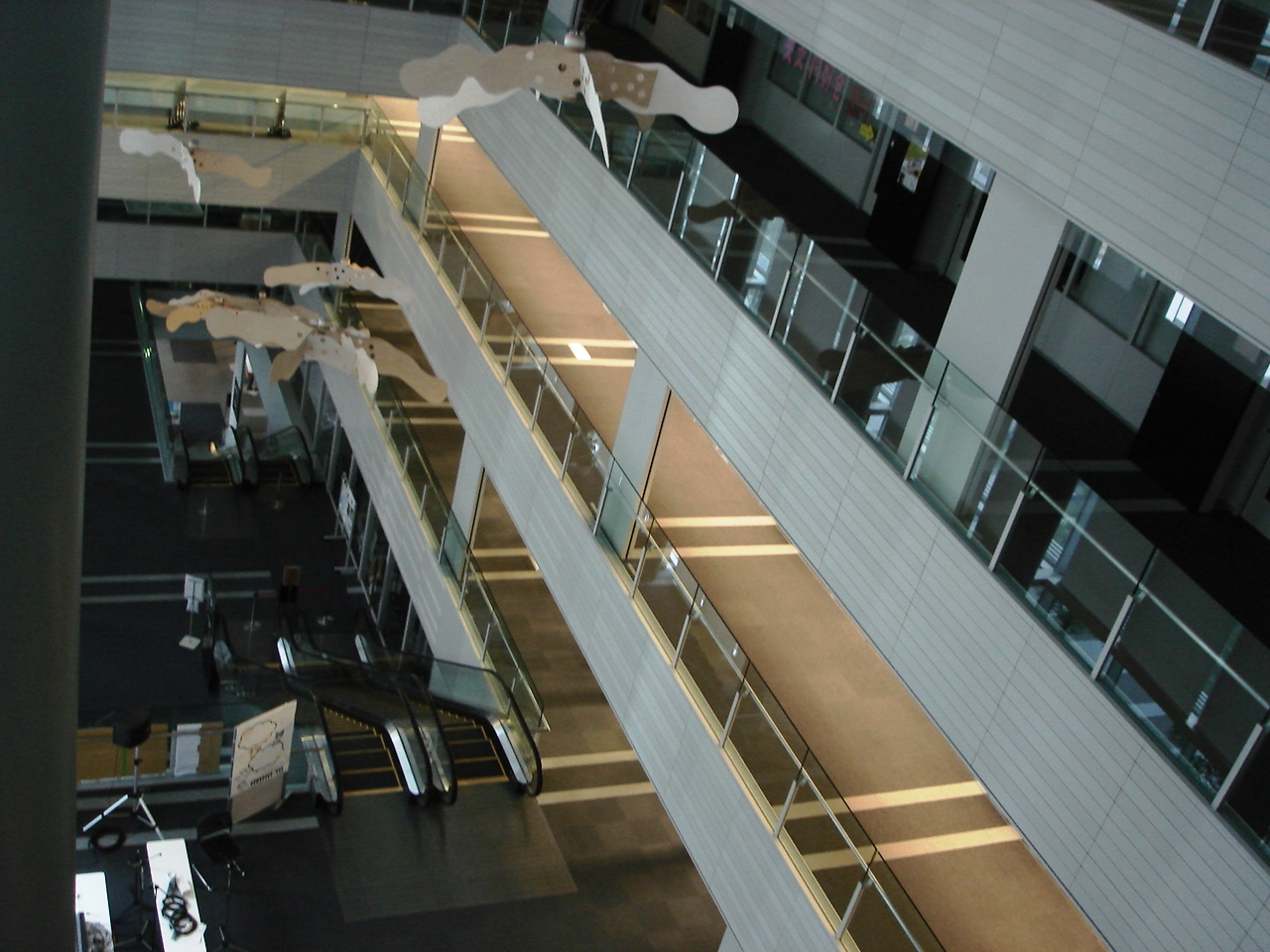
教室棟
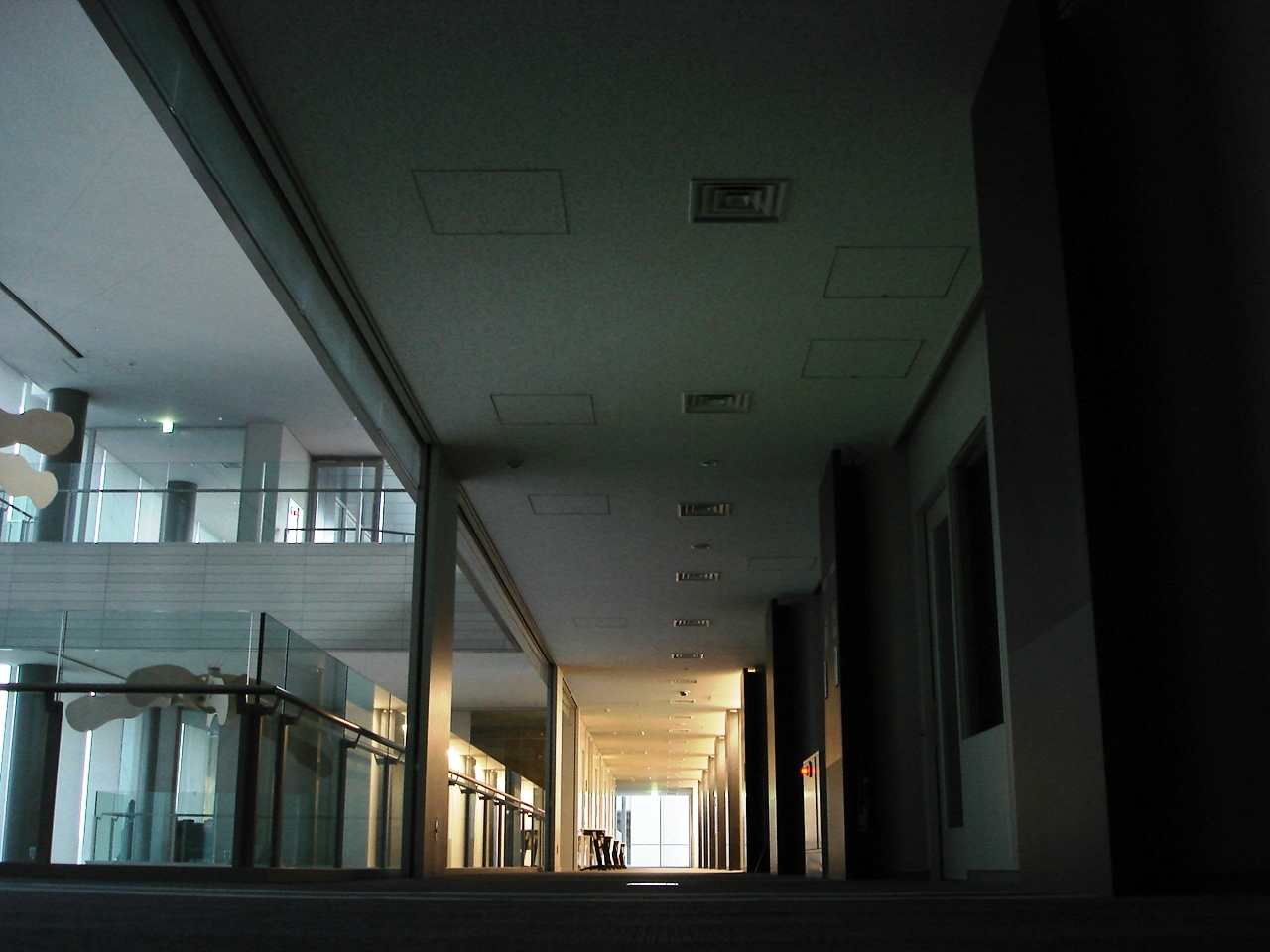
教室棟
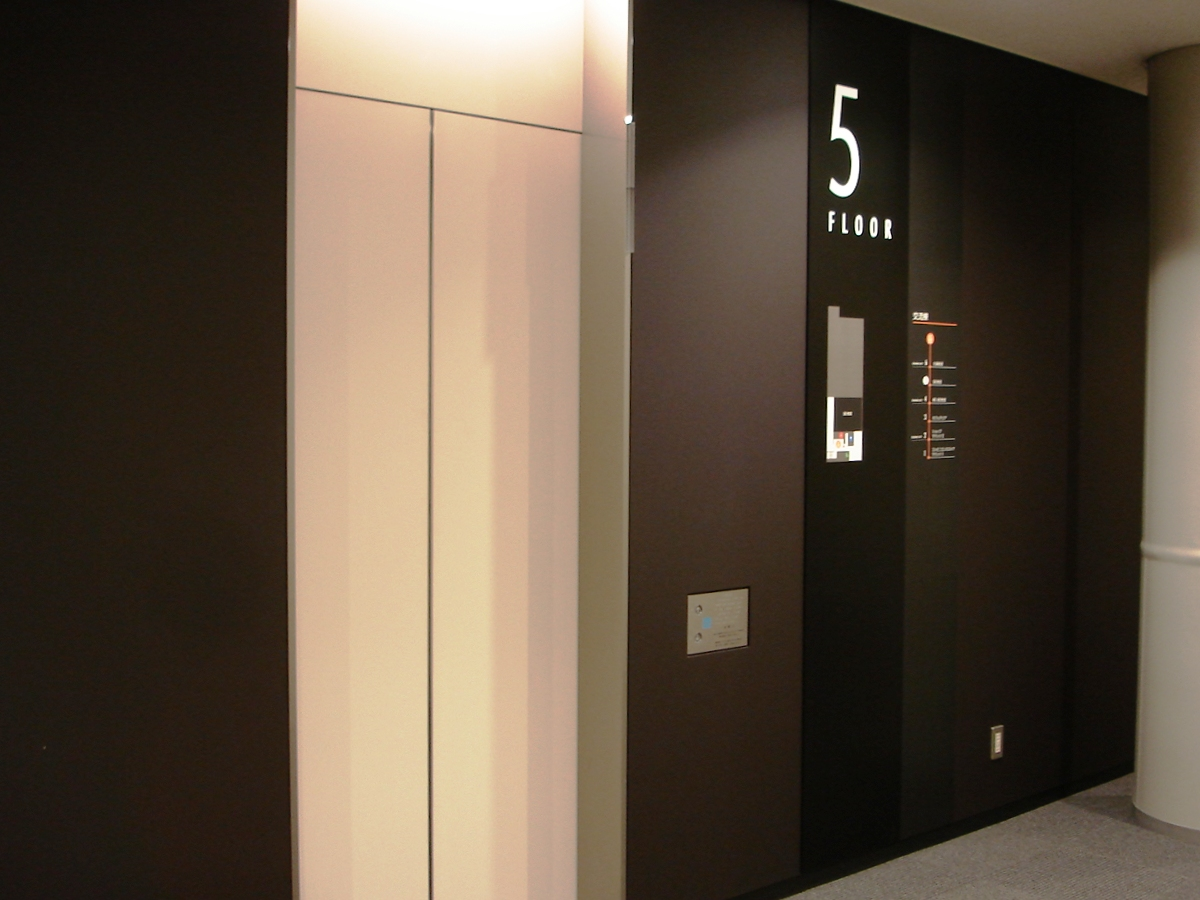
交流棟

## 社会連携

### 高大連携
- 佐藤栄学園　（埼玉栄高等学校、栄東高等学校、栄北高等学校、花咲徳栄高等学校） - 高大連携協定
- 東京都立深川高等学校
- 東京都立蔵前工科高等学校 - 東京電機大学、東京理科大学、日本工業大学と共に出前授業やキャンパス見学会などを行っている。
- 文京学院大学女子高等学校 - 教育連携協定
- 暁星国際中学校・高等学校 - 連携協力協定
- 山脇学園高等学校 - 教育連携協定
- 昭和女子大学附属昭和高等学校 - 教育連携協定
- 実践女子学園中学校高等学校 - 連携協力協定

### 他大学連携（国内）

#### 大学間連携
- 東京海洋大学 - 大学院間基本協定、江東区を交えての包括連携協力協定、大学院単位互換。
- 明治学院大学 - 交流連携事業協定、デザイン工学部で単位互換。
- 福岡工業大学 - 包括連携協定（2016年)
- 愛知工業大学 - 包括連携協定（2016年)
- 大阪工業大学 - 包括連携協定（2017年）
- 東北工業大学 - 包括連携協定（2017年）
- 香川大学 - 連携協力協定（2018年）
- 中京大学 - 包括連携協定（2018年）
- 千葉大学 - 包括連携協定（2019年）
- 津田塾大学 - 連携協力協定（2019年）、同時に香川大学を含めた3大学包括連携協定を締結。
- 実践女子大学 - 連携協力協定（2023年）

#### 加盟協定等
- 全国私立大学FD連携フォーラム
- 私工大懇話会（図書館相互利用）
- 東京理工系4大学
- TIA大学院連携コンソーシアム
- GTIコンソーシアム
- 国際・大学知財本部コンソーシアム
- 工大サミット

### 他大学連携（海外）
- 日本国際教育大学連合[9]
- 日本マレーシア高等教育大学連合 （マレーシアツイニングプログラム）
- 東南アジア工科系大学コンソーシアム（SITアジア人材育成パートナーシッププログラム）
- アメリカ合衆国
  - ペンシルベニア州立大学
  - カリフォルニア大学アーバイン校
  - バージニア大学
  - レンセラー工科大学
- カナダ
  - マックマスター大学
- 中国
  - 大連民族大学
- オーストリア
  - ウィーン工科大学
- スイス
  - ローザンヌ連邦工科大学
- スウェーデン
  - スウェーデン王立工科大学
- フィンランド
  - バーサ工科大学（英語版）
- ポーランド
  - ポーランドアカデミー科学技術大学
- イタリア
  - ラクイラ大学
- フランス
  - パリ・ベルヴィル建築大学（英語版）
- ロシア
  - モスクワ建築大学（ロシア語版、英語版）

### 産学官連携
- 埼玉縣信用金庫 （産学連携協力協定）
- 東京東信用金庫 （産学連携協力協定） - 深海探査ロボットプロジェクト「江戸っ子1号」。同信用金庫、東京海洋大学との連携。
- 東京都立産業技術研究センター （産学連携協力協定）
- IHI （産学連携協力協定）
- 日本科学未来館 （相互協力協定）
- 江東区 （包括連携協定）
- 港区 （連携協力協定）
- 東京ベイエリア産学官連携フォーラム
- 東京産学交流会・サザンクロス （旧SIT産学交流会）
- さいたま市
- 埼玉県
- 佐渡市 （包括連携協定）
- 那須町 - 観光活性化に関する連携協定

### 連携大学院
- 産業技術総合研究所
- 物質・材料研究機構
- IHI

## 附属学校
- 芝浦工業大学附属中学高等学校
- 芝浦工業大学柏中学高等学校

## 企業からの評価

### 出世力
- ダイヤモンド社の2006年年9月23日発行のビジネス誌『週刊ダイヤモンド』94巻36号（通巻4147号）「出世できる大学」と題された特集の出世力ランキング（日本の全上場企業3,800社余の代表取締役を全調査[10][11]）で、芝浦工業大学は、2006年時点で存在する全国の744大学中、第18位にランキングされた[12]。